# Mario Acuña
Mario Humberto Acuña (Córdoba, 12 de marzo de 1940-Bowie, 5 de marzo de 2009) fue un astrofísico e ingeniero electricista argentino naturalizado estadounidense.
Radicado en los Estados Unidos desde la década de los 60, fue un pionero en la investigación del magnetismo planetario, siendo el descubridor de las perturbaciones magnéticas de Júpiter y Marte. Más adelante, sería uno de los líderes de una delegación de la NASA que iniciaría las conversaciones entre dicha agencia espacial y la  Comisión Nacional de Actividades Espaciales  de Argentina (CONAE) para llevar a cabo el proyecto SAC-B, un proceso clave en la historia del programa espacial argentino.

## Biografía
Acuña nació el 12 de marzo de 1940 en la ciudad de Córdoba. Se licenció en Economía y Humanidades en la Universidad Nacional de Córdoba, tras esto, se mudó a San Miguel de Tucumán, donde se recibiría de ingeniero electricista por la Universidad Nacional de Tucumán. Tras graduarse, trabajó en el Departamento de Ingeniería Eléctrica y el Laboratorio de Investigación de la Ionosfera de la Universidad Nacional de Tucumán. Por ese entonces, la recientemente creada Comisión Nacional de Investigaciones Espaciales (CNIE) realizó un convenio con dicha universidad para realizar estudios de la Anomalía del Atlántico Sur, la ionosfera, los cinturones de Van Allen y señales emitidas por satélites artificiales. Acuña comenzó a trabajar en la CNIE como docente e investigador asociado, y participó en una serie de lanzamientos de cohetes sonda Orión II desde Wallops Island en colaboración con la NASA.

### Inmigración hacia los Estados Unidos
Con el derrocamiento del gobierno de Arturo Umberto Illia por parte de la Revolución Argentina, y la subsecuente intervenciones a universidades nacionales por parte del gobierno militar como la Noche de los Bastones Largos, llevaron a Acuña a tomar la decisión de abandonar el país. En 1967 se mudó permanentemente a Estados Unidos para unirse a la empresa aeronáutica Fairchild Aircraft, que trabajaba en asociación con la NASA. Llegó a ser jefe de la División de Sistemas Electrónicos de la empresa.
En 1969 se unió al Centro de vuelo espacial Goddard. Desde allí, pasó a ser investigador de las misiones Explorer 47, Explorer 50, Pioneer 10, Pioneer 11, Mariner 10 y misiones en cohetes sondas.
En 1974 se doctoró en astrofísica por la Universidad Católica de América. Tras esto, trabajó en el programa Voyager, Magsat, Giotto y varios otros proyectos de cooperación internacional de la NASA. Sus estudios realizados con las observaciones de las sondas Voyager fueron cruciales para el descubrimiento de perturbaciones magnéticas en Júpiter, que eventualmente llevaron al descubrimiento del sistema de anillos de planeta.

### Cooperación con la Argentina
En la década de los 80, conocería al astrónomo argentino Marcos Machado, quien también trabajaba en el Centro Espacial Goddard. Ambos forjarían una fuerte amistad tras jugar un partido de fútbol entre empleados del centro espacial. Acuña influyó en Machado la idea de construir un satélite en Argentina con colaboración de la NASA. Sus insistencias darían frutos en 1987, cuando encabezó una delegación de la NASA hacia la Argentina con el objetivo de iniciar un proyecto de colaboración con la CNIE. De esta reunión surgiría el satélite SAC-B, el primer satélite de la serie Satélites de Aplicaciones Científicas (SAC) de la CONAE, la sucesora de la CNIE. Acuña ocupó el rol de director científico del programa por la parte estadounidense, y volvería a ocupar dicho rol en el SAC-A.

### Últimos años y fallecimiento
En la década de los 90 trabajó en los programas Ulysses y la Mars Global Surveyor. También colaboró en el diseño del magnetómetro de la sonda MESSENGER.
Acuña falleció el 5 de marzo de 2009 debido a una mieloma múltiple en su hogar de Bowie, Maryland.

## Distinciones
1979
- Premio Schneebaum.[15]

1986
- Medalla por Logros Científicos Excepcionales de la NASA.[4]

1996
- Medalla al Servicio Distinguido de la NASA.[4]

1999
- Premio John C. Lindsay Memorial Award.[16]

2003
- Premio Presidencial al Mérito.[4]